# Les Frères Déjean
"Les Frères Déjean" est un groupe musical haïtien qui joue du Konpa.
Ce groupe a vu le jour en 1963. Son fondateur est le Maestro Lyonel Déjean. Avant de s'appeler " Les Frères Déjean", cette formation  fut connue sous le nom: "les Frères de Pétion Ville". Son premier album est sorti en 1974.   Cet album du nom d'"Haïti" a permis au groupe de s'inscrire au temple de la renommée. 
Tous les autres albums  du groupe vont marquer le "konpa" au point de devenir des classiques.  Cependant, l'un des albums des Frères Déjean ayant eu le plus de succès est très certainement   "Bouki ac Malice", sorti 1977, avec les titres "Débaké" et " Arrêté".
Tout au long de son existence, le groupe a gardé un noyau constitué de membres de la famille Déjean. Toutefois, cela n'a pas empêché une certaine mouvance au sein groupe, du nombre d'intégration et de départ de musiciens ne faisant pas partie du clan familial, venant le compléter.
Les Frères Déjean ont largement contribué à donner à la musique haïtienne ses lettres de noblesse, et ils  ont ouvert la voie vers une manière très professionnelle de concevoir la création musicale dans la Caraïbe.

## Éléments de discographie
- 1974, Album "Haïti".
- 1975, Album "Pa gain panne".
- 1976, "International".
- 1977, "Bouki ac Malice".
- 1979, "L'univers".
- 1980,"Non stop".
- 1981,"First class".
- 1982, "Sans rancune", "Malere".
- 1984, Album Pierrot Philibert et "Les Frères Déjean" Philibert.
- 1984, Album Leon sous Brodway
- 1985  Album l'univers et paix dans le monde
- 1985, Albums: " Les Frères Déjean" (Volume 10), "Hommage aux disparus".
- 1988,Albums:" Spécial Noël", "Macaron".
- 1990, Album, Frères Déjean  (Volume 14).
- 1992, "Sové peyi nou".
- 1994, "Signe:Dejean".
- 1996,"Conviction".
- 1998,"Best of Les Frères Dejean".
- 2000, Album "Live".
- 2001,Albums:"Sa sé Dejean", "L'univers".